# San Diego Film Critics Society Awards 2019
Na 24. ročníku předávání cen San Diego Film Critics Society Awards byli dne 9. prosince 2019 oznámeni vítězové následujících kategorií.
Nominace byly oznámeny dne 6. prosince 2018.

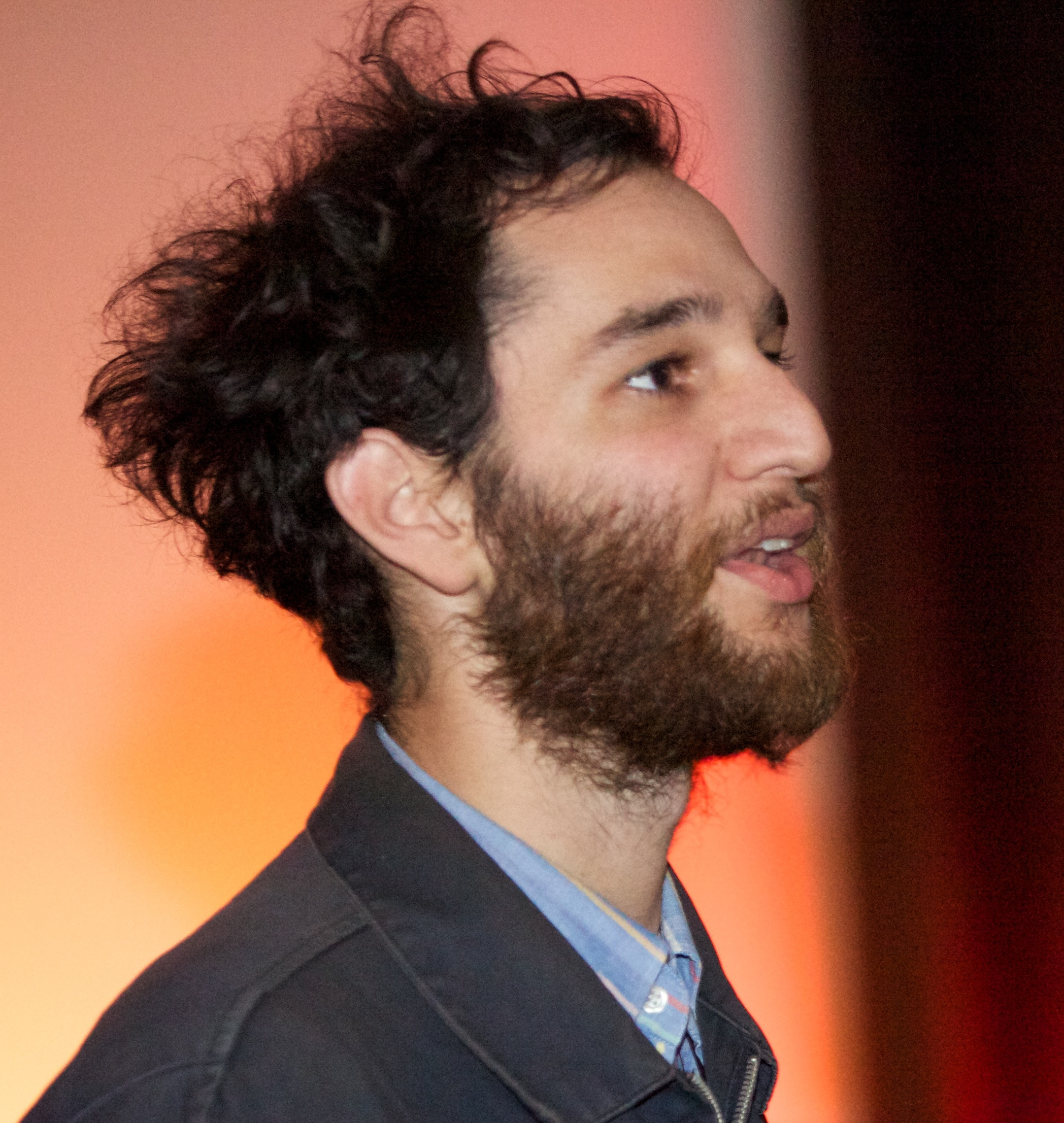
Josh Safdie se se svým bratrem Bennym se stali vítězi kategorii nejlepší režie za film Drahokam

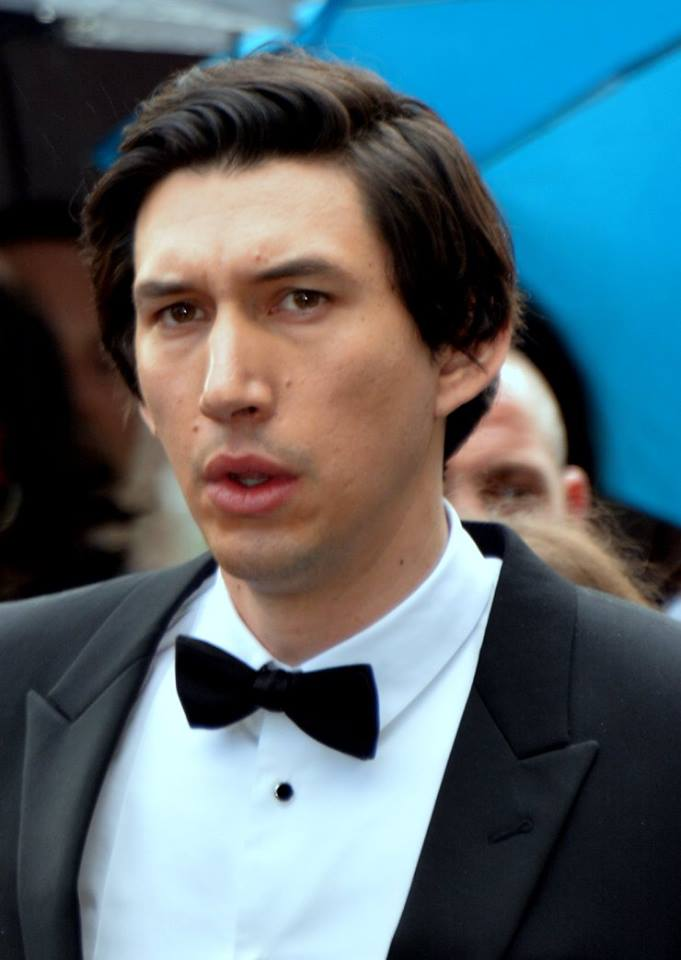
Adam Driver, vítěz v kategorii nejlepší mužský herecký výkon v hlavní roli za výkon ve filmu Manželská historie

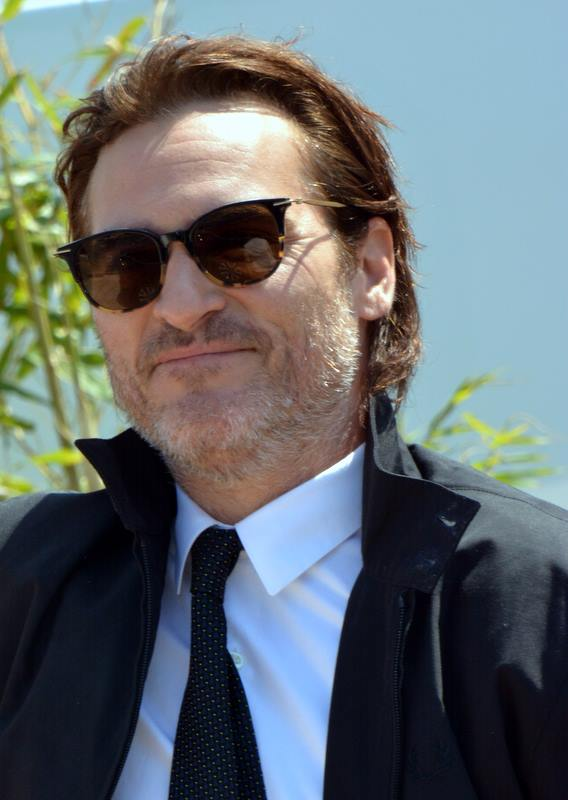
Joaquin Phoenix, vítěz v kategorii nejlepší mužský herecký výkon v hlavní roli za výkon ve filmu Joker

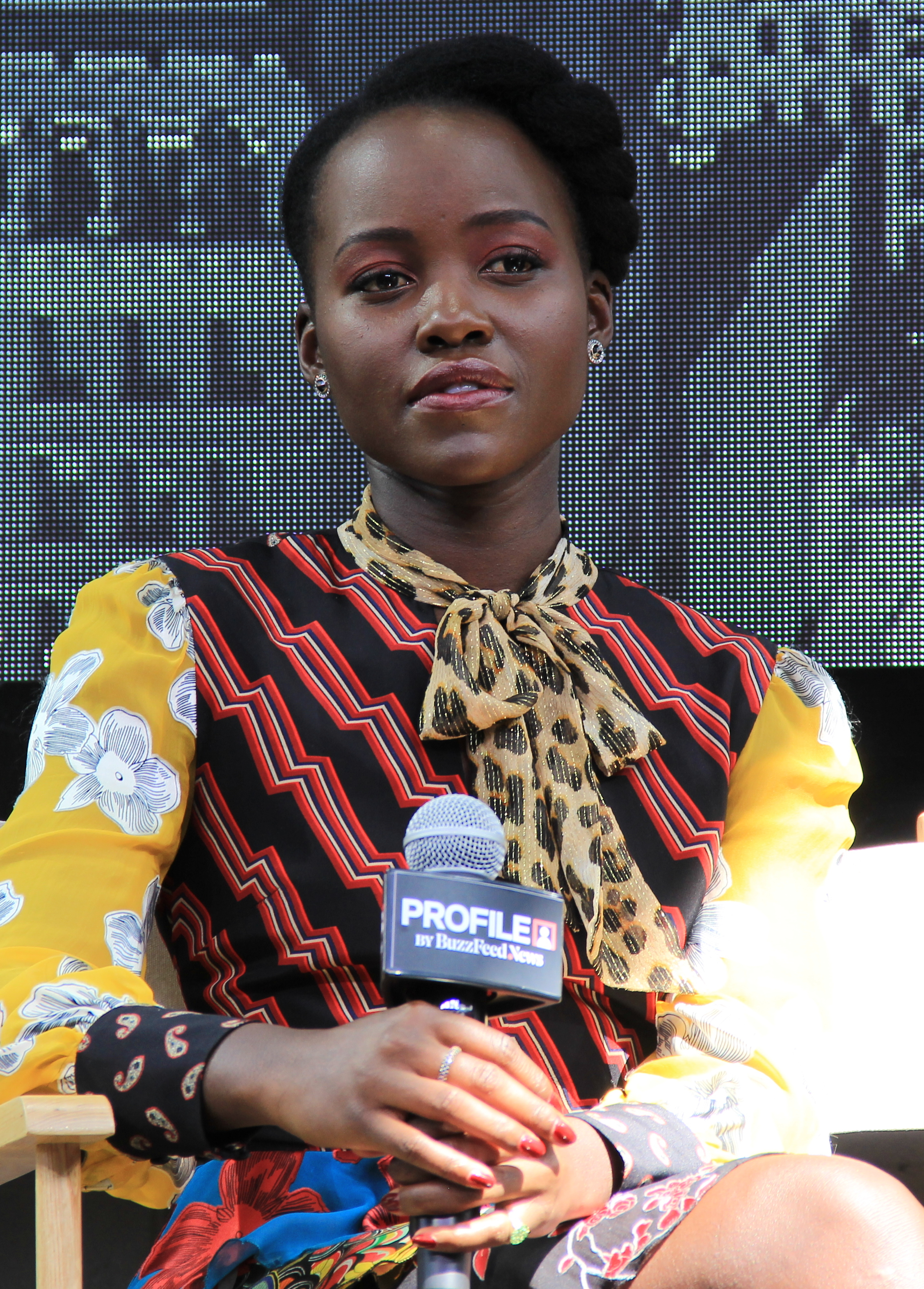
Lupita Nyong'o, vítězka v kategorii nejlepší ženský herecký výkon v hlavní roli za výkon ve filmu My

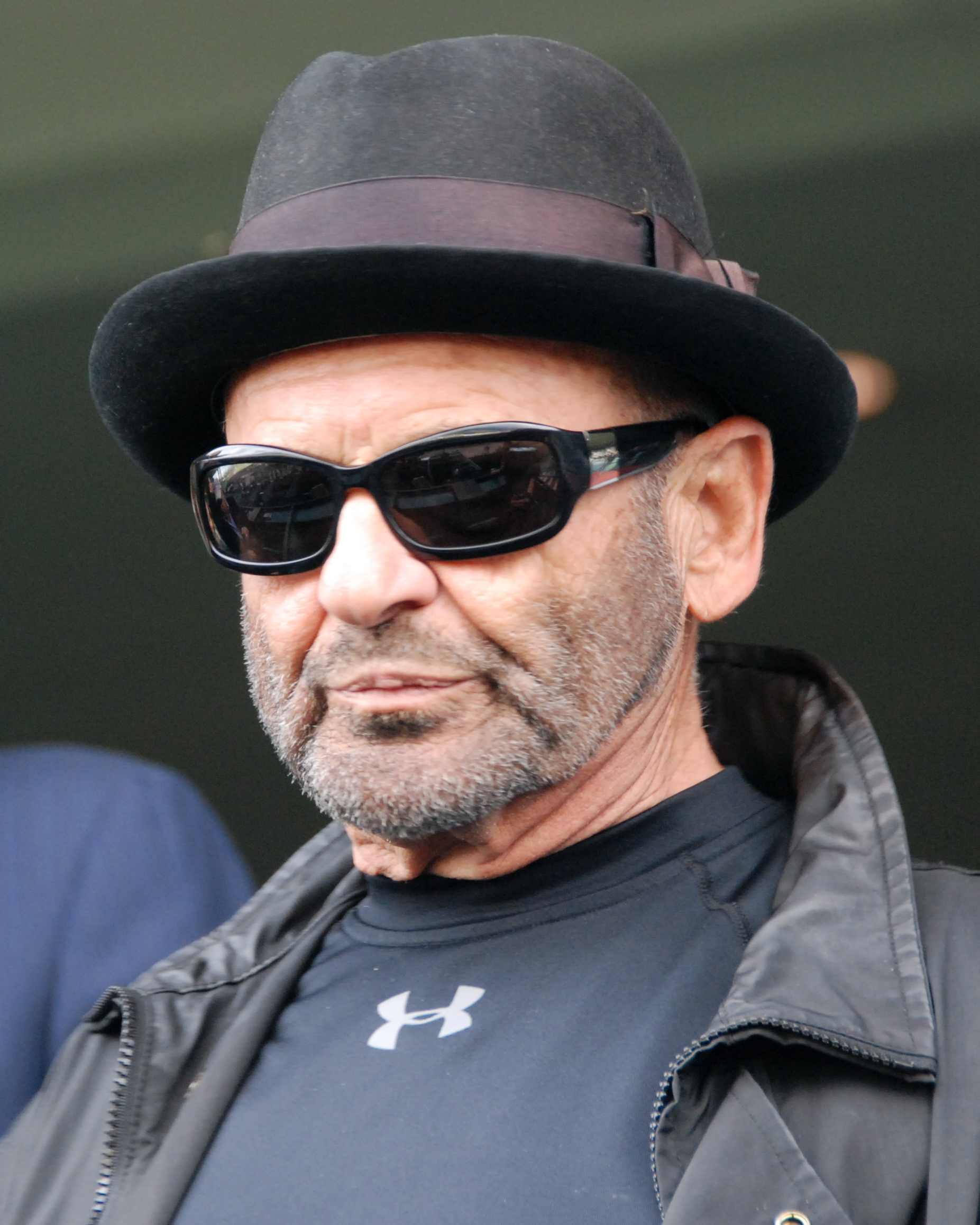
Joe Pesci, vítěz v kategorii nejlepší mužský herecký výkon ve vedlejší roli za výkon ve filmu Irčan

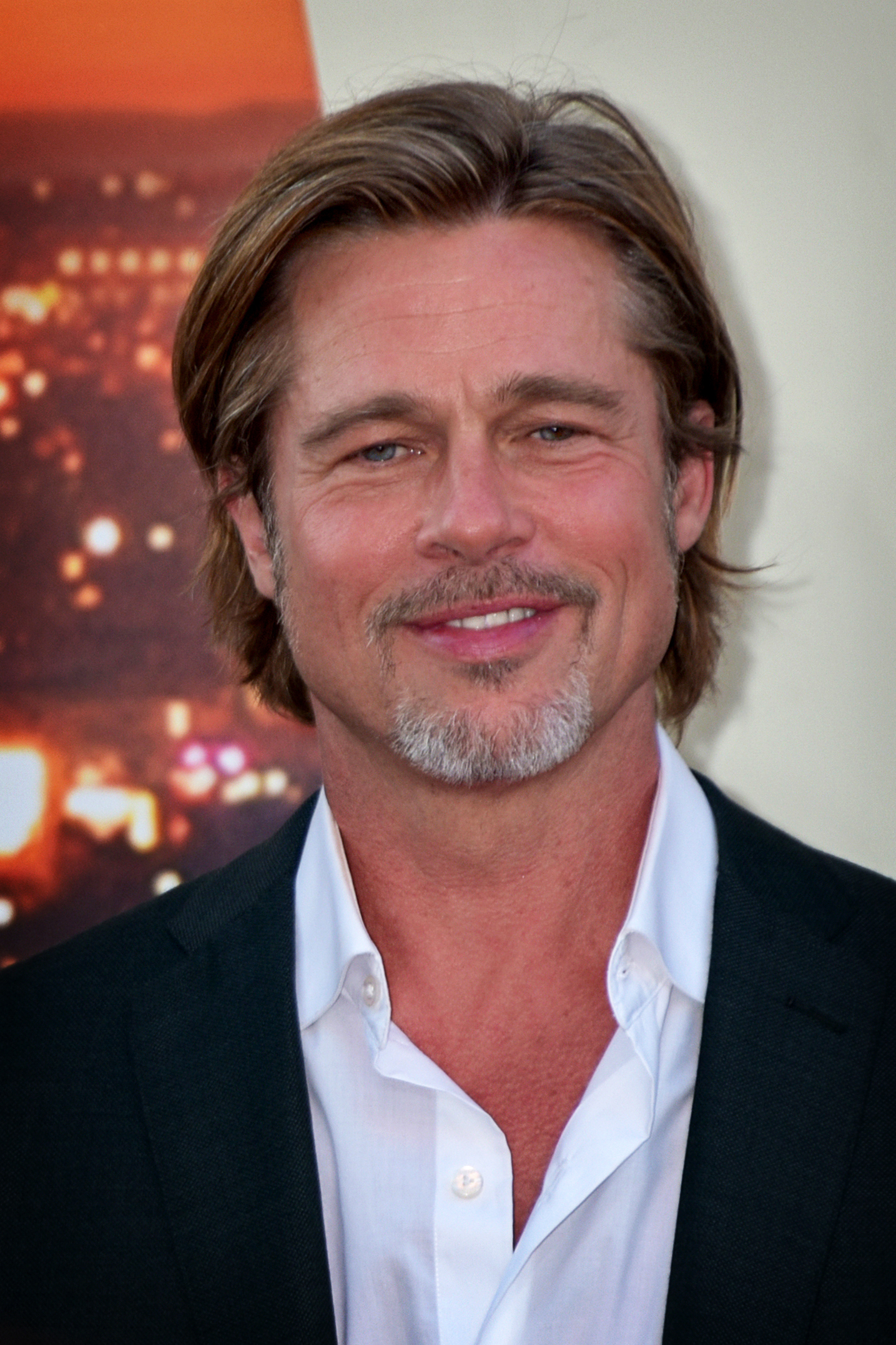
Brad Pitt, vítěz v kategorii nejlepší mužský herecký výkon ve vedlejší roli za výkon ve filmu Tenkrát v Hollywoodu

## Vítězové a nominovaní
Tučně jsou označeni vítězové.

### Nejlepší film
Irčan
- Manželská historie (2. místo)
- 1917
- Joker
- Tenkrát v Hollywoodu

### Nejlepší režisér
Josh Safdie a Benny Safdie – Drahokam
- Noah Baumbach – Manželská historie (2. místo)
- Sam Mendes – 1917
- Martin Scorsese – Irčan
- Quentin Tarantino – Tenkrát v Hollywoodu

### Nejlepší adaptovaný scénář
J.C. Lee a Julius Onah - Luce
- Steven Zaillian – Irčan (2. místo)
- Greta Gerwig – Malé ženy
- Todd Phillips a Scott Silver – Joker
- Taika Waititi a Christine Leunens– Králíček Jojo

### Nejlepší původní scénář
Noah Baumbach – Manželská historie
- Benny Safdie a Josh Safdie – Drahokam (2. místo)
- Pong Čun-ho – Parazit
- Rian Johnson – Na nože
- Quentin Tarantino – Tenkrát v Hollywoodu

### Nejlepší herec v hlavní roli
Adam Driver jako Charlie Barber – Manželská historie (remíza)
Joaquin Phoenix jako Arthur Fleck / Joker – Joker (remíza)
- Christian Bale jako Ken Miles – Le Mans '66
- Eddie Murphy jako Rudy Ray Moore – Jmenuju se Dolemite
- Adam Sandler jako Howard Ratner – Drahokam

### Nejlepší herečka v hlavní roli
Lupita Nyong'o jako Adelaide Wilson / Red – My
- Renée Zellweger jako Judy Garland – Judy (2. místo)
- Awkwafina jako Billi Wang – Malá lež
- Scarlett Johansson jako Nicole Barber – Manželská historie
- Saoirse Ronan jako Josephine "Jo" March – Malé ženy

### Nejlepší herec ve vedlejší roli
Joe Pesci jako Russell Bufalino – Irčan (remíza)
Brad Pitt jako Cliff Booth – Tenkrát v Hollywoodu (remíza)
- Willem Dafoe jako Thomas Wake – Maják
- Al Pacino jako Jimmy Hoffa – Irčan
- Wesley Snipes jako D'Urville Martin – Jmenuju se Dolemite

### Nejlepší herečka ve vedlejší roli
Zhao Shuzhen jako Nai Nai – Malá lež
- Laura Dern jako Nora Fanshaw – Manželská historie (2. místo)
- Thomasin McKenzie jako Elsa – Králíček Jojo
- Florence Pughová jako Amy March – Malé ženy
- Octavia Spencer jako Harriet Wilson – Luce

### Nejlepší dokument
One Child Nation
- Love, Antosha (2. místo)
- Apollo 11
- The Biggest Little Farm
- Nikdy nezestárnou

### Nejlepší cizojazyčný film
Parazit (Jižní Korea)
- Tranzit (Německo) (2. místo)
- Malá lež (USA)
- Bolest a sláva (Španělsko)
- Portrét dívky v plamenech (Francie)

### Nejlepší animovaný film
Kde je moje tělo?
- Toy Story 4: Příběh hraček (2. místo)
- Sněžný kluk
- Jak vycvičit draka 3
- Hledá se Yetti

### Nejlepší kamera
Jarin Blaschke – Maják
- Roger Deakins – 1917 (2. místo)
- Hoyte Van Hoytema – Ad Astra
- Rodrigo Prieto – Irčan
- Phedon Papamichael – Le Mans '66

### Nejlepší střih
Andrew Buckland a Michael McCusker – Le Mans '66
- Ronald Bronstein a Benny Safdie – Drahokam (2. místo)
- Jennifer Lame – Manželská historie
- Fred Raskin – Tenkrát v Hollywoodu
- Thelma Schoonmaker – Irčan

### Nejlepší vizuální efekty
Ad Astra
- 1917 (2. místo)
- The Aeronauts
- Avengers: Endgame
- Irčan

### Nejlepší výprava
Dennis Gassner – 1917
- Jess Gonchor – Malé ženy (2. místo)
- Clay A. Griffith – Jmenuju se Dolemite
- Barbara Ling – Tenkrát v Hollywoodu
- Bob Shaw – Irčan
- Donal Woods – Panství Downton

### Nejlepší hudba
Tenkrát v Hollywoodu
- Králíček Jojo (2. místo)
- Joker
- Rocketman
- Yesterday

### Objev roku
Florence Pughová – Malé ženy, Slunovrat
- Kelvin Harrison Jr. – Luce a Waves (2. místo)
- Jessie Buckley – Judy, Wild Rose
- Julia Butters – Tenkrát v Hollywoodu
- Roman Griffin Davis – Králíček Jojo

### Nejlepší komediální výkon
Wesley Snipes – Jmenuju se Dolemite
- Taika Waititi – Králíček Jojo (2. místo)
- Daniel Craig – Na nože
- Eddie Murphy – Jmenuju se Dolemite
- Sam Rockwell – Králíček Jojo

### Nejlepší kostýmy
Ruth E. Carter – Jmenuju se Dolemite
- Anna Robbins – Panství Downton (2. místo)
- Julian Day – Rocketman
- Jacqueline Durran – Malé ženy
- Arianne Phillips – Tenkrát v Hollywoodu

### Nejlepší obsazení
Na nože
- Irčan (2. místo)
- Panství Downton
- Manželská historie
- Tenkrát v Hollywoodu